# Carex iynx
Carex iynx är en halvgräsart som beskrevs av Ernest Nelmes. Carex iynx ingår i släktet starrar, och familjen halvgräs. Inga underarter finns listade i Catalogue of Life.